# Vittorio Strada
Vittorio Strada (Milano, 31 maggio 1929 – Venezia, 30 aprile 2018) è stato uno slavista e critico letterario italiano.

## Biografia
Nell'anno accademico 1955-1956 si laureò in filosofia all'Università degli Studi di Milano con una tesi dal titolo Aspetti del materialismo dialettico sovietico. La problematica teoretica negli ultimi dieci anni di filosofia in URSS. L'appoggio del suo relatore Antonio Banfi gli permise di avere nel 1957 un dottorato di ricerca presso l'Università di Mosca, alla facoltà di filologia, dove approfondì i suoi studi nel campo della cultura e della letteratura russa. Dal 1970 al 2003 ha insegnato Lingua e letteratura russa all'Università Ca' Foscari di Venezia; dal 1992 al 1996 ha diretto l'Istituto Italiano di Cultura a Mosca. Successivamente ha continuato la sua ricerca e le sue pubblicazioni, partecipando anche a convegni internazionali, talora da lui stesso organizzati, e conservando amichevoli rapporti di collaborazione con centri culturali russi (Accademia russa delle scienze e singoli studiosi di quel paese.
Nel 2005 un gruppo di scrittori e studiosi russi gli ha testimoniato la sua riconoscenza pubblicando a Mosca un grosso volume in suo onore intitolato Vittorio. Una raccolta di suoi studi è stata pubblicata, sempre a Mosca, col titolo La Russia come destino. Egli ha partecipato a numerose iniziative editoriali collettive in Russia e in Italia (Storia del marxismo, Enciclopedia Einaudi, Storia della Russia del XX secolo, ecc.). In Italia nel corso di vari decenni ha pubblicato un gran numero di articoli su giornali: l'Unità, la Repubblica, il Corriere della Sera, Avanti!, Avvenire e riviste: Il Contemporaneo, Rinascita, Mondo operaio, Lettera Internazionale, Prometeo e altre. È stato insignito di tre premi: Premio Sacharov, Premio Prezzolini, Premio Lihačëv.
Negli anni trascorsi a Mosca, fino al 1961, egli fu in stretto contatto con gli intellettuali sovietici del "disgelo" che cominciavano ad esprimere posizioni critiche dopo la denuncia del "culto" di Stalin nel 1956. In particolare fu vicino alla rivista "Novyj Mir" ("Mondo nuovo") diretta da Aleksandr Tvardovskij, la più avanzata in tale critica. Quando questa rivista nel 1962 pubblicò la prima opera di Aleksandr Solženicyn Una giornata di Ivan Denisovič, una sua recensione fu letta con favore dallo scrittore, col quale Strada ebbe in futuro cordiali rapporti personali (nel 2001 una sua lunga conversazione in casa di Solženicyn a Mosca fu registrata in un documentario). Anche con Boris Pasternak Strada ebbe incontri personali e trasmise a Feltrinelli un messaggio segreto in cui lo scrittore invitava l'editore a pubblicare ad ogni costo Il dottor Živago, nonostante l'opposizione dei dirigenti sovietici.
Tutto ciò, oltre all'attività su riviste italiane in cui Strada prendeva nettamente posizione a favore dei fermenti critici nella letteratura e cultura sovietica, resero Strada inviso agli ideologi del regime che lo fecero più volte bersaglio di attacchi sulla stampa accusandolo di "revisionismo" antisovietico. La punta massima di questa ostilità fu toccata nel 1969 quando Vsevolod Kocetov, personaggio di punta del neostalinismo sovietico, pubblicò un romanzo intitolato Ma insomma, che cosa vuoi? in cui attaccava pesantemente Strada presentato nel protagonista sotto un altro nome ma chiaramente riconoscibile, come un nemico ideologico da combattere. Quel romanzo era un caso senza precedenti e fece scalpore (uscì poi in traduzione italiana con una prefazione dello stesso Strada). Le persecuzioni contro Strada culminarono nel 1977 nel rifiuto da parte delle autorità sovietiche di concedergli il visto d'ingresso nell'URSS dopo che nel 1968 all'aeroporto di Mosca gli fu sequestrata una lettera di Solženicyn ed egli, con la sua famiglia, fu arrestato. Questo boicottaggio durò fino al 1986, interrotto da alcuni episodi clamorosi, di cui parlò la stampa internazionale, in cui le autorità sovietiche furono costrette a permettergli di partecipare alla Fiera del libro di Mosca dopo che l'editore Giulio Einaudi si rifiutò di presenziare a tale Fiera senza di lui.
Dopo il dottorato di ricerca a Mosca Strada (che a Mosca si era sposato con una compagna di studi, Klara Janovič), lavorò nella redazione della casa editrice a Torino, promuovendo la pubblicazione di molte opere letterarie e storiche russe, oltre a continuare la sua attività pubblicistica sempre su una linea critica verso le posizioni ufficiali sovietiche e in favore di quelli che poi presero il nome di "dissidenti". Nel 1974 iniziò la pubblicazione, presso Einaudi, della rivista internazionale "Rossija/Russia", cui collaborarono studiosi occidentali e russi in esilio, rivista che più tardi continuò presso l'editore Marsilio e dopo il 1991 uscì per qualche anno in Russia. Nel 1982 diede vita a un grande progetto: una Storia della letteratura russa secondo una impostazione nuova che, per quel che riguarda il Novecento, comprendeva sia la letteratura del periodo sovietico, sia quella in esilio dopo il 1917, sia la letteratura del "dissenso" (è stata pubblicata in Francia in 6 volumi da Fayard e 3 volumi sono usciti in Italia da Einaudi). A far parte del comitato scientifico di quest'opera Strada chiamò George Nivat dell'Università di Ginevra e due studiosi, Efim Etkind e Il'ja Serman professori di Leningrado che furono costretti ad emigrare dall'URSS l'uno a Parigi e l'altro in Israele per il loro appoggio dato a Josif Aleksandrovič Brodskij e a i "dissidenti". La vicinanza alla cultura del "dissenso" si manifestò anche con la collaborazione di Strada alle maggiori pubblicazioni periodiche russe in Occidente ("Russkaja mysl'", "Obozrenie", "Strana i mir") e la sua inclusione nel comitato di redazione della più importante rivista del "dissenso" "Kontinent", diretta da Vladimir Maksimov.
In questa attività Strada mantenne un impegno rigorosamente personale di assoluta indipendenza, sia quando fu iscritto al Partito Comunista Italiano su posizioni critiche, sia quando nel 1980 ne uscì, insoddisfatto del suo persistente legame con l'URSS. Successivamente aderì al Partito Socialista Italiano e nel 1987, su proposta di Bettino Craxi, venne incluso tra i membri dell'Assemblea nazionale del PSI. Nei riguardi della casa editrice Einaudi, nonostante la cordialità dei suoi rapporti con l'editore, egli nel 1968 prese una netta posizione critica di dissenso politico-culturale, quando la casa editrice si avvicinò a posizioni "sessantottesche" estreme e, in particolare, simpatizzanti con la "rivoluzione culturale" maoista: Strada che aveva denunciato il gulag come un crimine non meno tremendo della Shoah, non poteva seguire una sinistra che, anche in Italia, si rendeva idealmente complice di quello che egli giudicava un altro crimine.

## Traduzioni e collaborazioni
Ha tradotto, a volte con Clara Coïsson (1896-1981) o con Clara Strada Janovič (1935-), opere di Evgenij L'vovič Švarc, Viktor Platonovič Nekrasov, Vladimir Fëdorovič Tendrjakov, Aleksandr Isaevič Solženicyn, Eduard Bagrickij, Anton Čehov, Jurij Nikolaevič Davydov, Lev Trockij, Andrzej Walicki, Vladimir Lenin, Roman Jakobson ecc. e ha introdotto opere di Jurij Karlovič Oleša, Mihail Bulgakov, Cecilia Kin, Konstantin Vaginov, György Lukács, Anatolij Vasil'evič Lunačarskij, Aleksandr Ivanovič Gercen, Isaak Babel', Mihail Aleksandrovič Lifšic, Jurij Lotman, Boris Pasternak, Ivan Aleksandrovič Gončarov ecc. Ha scritto anche di cinema (soprattutto di Sergej Ėjzenštejn e altri registi sovietici) e filosofia marxista e su Piero Gobetti.

## Opere principali
- Letteratura sovietica: 1953-1963, Roma, Editori Riuniti, 1964
- Tradizione e rivoluzione nella letteratura russa, Torino, Einaudi, 1969
- Gogol', Gor'kij, Čechov, Roma, Editori Riuniti, 1973
- URSS-Russia, Milano, Rizzoli, 1985
- Le veglie della ragione: miti e figure della letteratura russa da Dostoevskij a Pasternak, Torino, Einaudi, 1986
- Simbolo e storia: aspetti e problemi del Novecento russo, Venezia, Marsilio, 1988
- La questione russa: identità e destino, Venezia, Marsilio, 1991
- Autoritratto autocritico: archeologia della rivoluzione d'ottobre, Roma, Liberal edizioni, 2004
- EuroRussia: letteratura e cultura da Pietro il Grande alla rivoluzione, Roma-Bari, Laterza, 2005
- Lenin, Stalin, Putin: studi su comunismo e postcomunismo, Soveria Mannelli, Rubbettino, 2011
- Europe: la Russia come frontiera, Venezia, Marsilio, 2014
- Impero e rivoluzione, Venezia, Marsilio, 2017